# La vertigine del mondo
 La vertigine del mondo  è un album dei Rats, pubblicato nel 1995.
Per la volontà di avvicinare il più possibile il suono dell'album al suono "Live", il disco è stato registrato in "presa diretta" al Teatro Comunale di Casalmaggiore tra giugno e luglio 1995.

## Tracce
1. Johnny Scarafaggio 3:56
2. Genevieve 3:50
3. Camminando su una nube 3:28
4. Aria 3:29
5. Metti le mani su me 4:25
6. Io non ci sto 4:37
7. Dodici dei 3:46
8. Ti credevo 5:24
9. Nell'anima 4:19
10. Video luna 3:52
11. I veleni del cuore 4:06
12. Non cambierò 3:54

## Formazione
- Wilko - voce, chitarre
- Romi – basso, cori
- Lor – batteria, cori